# Такер (округ)
Округ Такер (англ. Tucker County) располагается в США, штате Западная Виргиния. Официально образован 7-го марта 1856 года, получил своё название в честь американского политического и государственного деятеля Генри Джорджа Такера. По состоянию на 2012 год, численность населения составляла 6995 человек.

## География
По данным Бюро переписи США, общая площадь округа равняется 1090 км², из которых 1085 км² суша и 5 км² или 0,5 % это водоёмы.

### Соседние округа
- Престон (Западная Виргиния) — север
- Гарретт (Мэриленд) — северо-восток
- Грант (Западная Виргиния) — юго-восток
- Рандолф (Западная Виргиния) — юго-запад
- Барбор (Западная Виргиния) — запад

## Достопримечательности
- Парк штата Блэкуотер-Фолс
  - Водопады Элакала

## Население
По данным переписи населения 2000 года в округе проживает 7 321 жителей в составе 3 052 домашних хозяйств и 2 121 семей. Плотность населения составляет 7 человек на км². На территории округа насчитывается 4 634 жилых строений, при плотности застройки около 4-х строений на км². Расовый состав населения: белые — 98,85 %, афроамериканцы — 0,07 %, коренные американцы (индейцы) — 0,19 %, азиаты — 0,01 %, гавайцы — 0,12 %, представители других рас — 0,1 %, представители двух или более рас — 0,66 %. Испаноязычные составляли 0,25 % населения независимо от расы.
В составе 27 % из общего числа домашних хозяйств проживают дети в возрасте до 18 лет, 58 % домашних хозяйств представляют собой супружеские пары проживающие вместе, 7,8 % домашних хозяйств представляют собой одиноких женщин без супруга, 30,5 % домашних хозяйств не имеют отношения к семьям, 27,2 % домашних хозяйств состоят из одного человека, 13,6 % домашних хозяйств состоят из престарелых (65 лет и старше), проживающих в одиночестве. Средний размер домашнего хозяйства составляет 2,35 человека, и средний размер семьи 2,84 человека.
Возрастной состав округа: 21,3 % моложе 18 лет, 6,7 % от 18 до 24, 26,4 % от 25 до 44, 27,7 % от 45 до 64 и 17,9 % от 65 и старше. Средний возраст жителя округа 42 лет. На каждые 100 женщин приходится 95,2 мужчин. На каждые 100 женщин старше 18 лет приходится 94,1 мужчин.
Средний доход на домохозяйство в округе составлял 26 250 USD, на семью — 32 574 USD. Среднестатистический заработок мужчины был 24 149 USD против 17 642 USD для женщины. Доход на душу населения составлял 16 349 USD. Около 14,9 % семей и 18,1 % общего населения находились ниже черты бедности, в том числе — 24,3 % молодежи (тех кому ещё не исполнилось 18 лет) и 15,5 % тех кому было уже больше 65 лет.